# Västerhiske

Flygfoton Backenvägen med Marklunds kurva, 1954

Västerhiske (av Västra hiske) är en gammal by, tidigare en del av Hiske, idag ett stadsdelsområde i västra delen av Umeå, tre kilometer från centrum. Namnet, Västra hiske, kommer troligen av ett forntida ord för en ö som avskiljts från land. Stadsdelsområdet består även av bostadsområdena Kläppen, Kronoparken och Kungsänget.

## Historia
Västerhiske, tidigare kallad Hiske, är Umeås äldsta i källorna belagda by. På 1300-talet, när Umeå socken var alldeles nystiftad, fanns en bonde boende där (och en annan i Kåddis). Bonden i Hiske, Jerund, var bror till hustrun i Kåddis, Cecilia; den senare skänkte sin mark till ärkebiskopen. Hiske omfattade då även vad som numera kallas Ytterhiske, Grisbacka, Grubbe och Backen. Såsom Västerhiske finns byn benämnd som Westra hiidskee år 1543, där det då fanns nio skattskyldiga bönder i byn. Under indelningsverkets dagar fanns sex roten där. Byn var till långt in i senare tid en utpräglad jordbruksbygd. I byn fanns en jordart som användes till att utvinna ljusockra under 1800-talet.
Från 1950-talet började det först byggas egnahem, och senare flerbostadshus. En del gammal bebyggelse finns dock kvar. I området finns till exempel några långbyggnader från 1700-talet, ett hamnmagasin, äldre ladugårdar, några bostadshus som är ombyggda bagarstugor, samt parstugor.
Byarna väster om Umeå, det vill säga Grubbe, Grisbacka, Västerhiske och Backen bildade tillsammans 1941 Backens municipalsamhälle. Området mellan Tvärån och Backenkyrkan förtätades etappvis vilket ledde till att området fick sin nuvarande blandning av äldre hus, nyare småhus och flerbostadshus. Municipalsamhället uppgick i Umeå landskommun 1958 som i sin tur sammanslogs med Umeå stad 1965.